# Burnin' (Patti LaBelle)
Burnin' è il decimo album solista della cantante statunitense Patti LaBelle, pubblicato nel 1991 dalla MCA Records. Il disco gli vale un Grammy nel 1992 come "Best Female R&B Vocal Performance" ed è certificato disco d'oro dalla RIAA nel medesimo anno.
| Recensione           | Giudizio |
| -------------------- | -------- |
| AllMusic             | [ 1 ]    |
| Rolling Stone        | [ 3 ]    |
| Entertainment Weekly | B+       |

## Tracce
1. Feels Like Another One – 5:08 (Patti LaBelle, Sharon Barnes, James R. "Budd" Ellison, Michael Stokes) – Michael Stokes
2. Somebody Loves You Baby (You Know Who It Is) – 4:53 (Walter "Bunny" Sigler, Eugene "Lambchops" Curry) – Walter "Bunny" Sigler, Eugene "Lamb-chops" Curry (co-producer)
3. When You Love Somebody (I'm Saving My Love for You) – 4:22 (Jonathan Butler, Graham Lyle) – James R. "Budd" Ellison
4. I Don't Do Duets (duet with Gladys Knight) – 5:53 (Marvin Hamlisch, Alan Bergman, Marilyn Bergman) – Michael J. Powell
5. Temptation – 4:03 (Martika, Frankie Blue, Les Pierce) – Michael Stokes
6. When You've Been Blessed (Feels Like Heaven) – 4:55 (Patti LaBelle, Nona Hendryx, James R. "Budd" Ellison, Nathanial Wilkie) – James R. "Budd" Ellison
7. Burnin' (The Fire Is Still) Burnin' for You – 5:29 (Walter "Bunny" Sigler, Eugene "Lambchops" Curry) – Walter "Bunny" Sigler, Eugene "Lamb-chops" Curry (co-producer)
8. I Hear Your Voice – 4:22 (Rosie Gaines, Paisley Park, Francis Jules) – Paisley Park, Michael Stokes and James R. "Budd" Ellison (co-producers)
9. We're Not Makin' Love Anymore (duet with Michael Bolton) – 4:43 (Michael Bolton, Diane Warren) – Michael Bolton, Walter Afanasieff
10. Release Yourself (with Sarah Dash and Nona Hendryx from Labelle) – 4:54 (Nona Hendryx, Warren McRae) – James R. "Budd" Ellison, Nathaniel "Crockett" Wilkie (associate producer)
11. Love Never Dies (Patti LaBelle, Clarence McDonald, Sami McKinney, Michael Thomas) – Sami McKinney, Clarence McDonald
12. Crazy Love – 4:56 (David Lasley, Allan Rich, Robin Lerner, Marsha Malamet) – Michael J. Powell